# 東豆川中央駅
東豆川中央駅（トンドゥチョン・チュンアンえき）は大韓民国京畿道東豆川市生淵洞にある、韓国鉄道公社京元電鉄線（首都圏電鉄1号線）の駅。駅番号は103。漢北大という副駅名がある。駅の近くに中央洞という地名がある。

## 駅構造
島式ホーム2面4線を有する高架駅。

### のりば
| ホーム | 路線                | 種別       | 行先                             |
| ------ | ------------------- | ---------- | -------------------------------- |
| 1・2   | 1号線（京元電鉄線） | 緩行・急行 | 光云大・ソウル駅・九老・仁川方面 |
| 3・4   | 1号線（京元電鉄線） | 緩行・急行 | 保山・東豆川・逍遥山方面         |

## 駅周辺
- 東豆川郵逓局東豆川中央洞郵逓局
- 沙洞初等学校
- 東豆川中央市場
- 国民年金公団東豆川相談センター
- 東豆川市庁
- 東豆川気象台
- 東豆川高等学校

## 歴史
- 1955年2月1日 - 御水洞駅（어수동역）として営業開始。
- 1969年10月1日 - 配置簡易駅から普通駅に変更。[1]
- 1983年12月9日 - 旧駅舎新築竣工。
- 1984年2月10日 - 東豆川駅（동두천역）に改称。
- 1997年10月1日 - 小貨物取り扱い中止。
- 2006年12月15日 - 京元電鉄線逍遥山～佳陵間の開通と共に開業し、それに合わせ東豆川中央駅へ改称。[2]京元線の一般旅客（通勤列車）運行中止。
- 2007年12月15日 - 運転簡易駅から普通駅に格上げ。

## 利用状況
近年の一日平均利用人員推移は下記のとおり。なお、2006年は開業日の12月15日から12月31日までの17日間の平均である。
| 路線       | 路線     | 2000年 | 2001年 | 2002年 | 2003年 | 2004年 | 2005年 | 2006年 | 2007年 | 2008年 | 2009年 | 出典  |
| ---------- | -------- | ------ | ------ | ------ | ------ | ------ | ------ | ------ | ------ | ------ | ------ | ----- |
| 京元電鉄線 | 乗車人員 | 未開業 | 未開業 | 未開業 | 未開業 | 未開業 | 未開業 | 2,661  | 3,309  | 3,707  | 3,841  | [ 3 ] |
| 京元電鉄線 | 降車人員 | 未開業 | 未開業 | 未開業 | 未開業 | 未開業 | 未開業 | 2,901  | 3,398  | 3,754  | 3,822  | [ 3 ] |
| 路線       | 路線     | 2010年 | 2011年 | 2012年 | 2013年 | 2014年 | 2015年 | 2016年 | 2017年 | 2018年 | 2019年 | 出典  |
| 京元電鉄線 | 乗車人員 | 3,989  | 4,372  | 4,433  | 4,542  | 4,541  | 4,117  | 4,037  | 4,020  | 3,840  | 3,823  | [ 3 ] |
| 京元電鉄線 | 降車人員 | 3,931  | 4,302  | 4,359  | 4,478  | 4,437  | 4,002  | 3,888  | 3,854  | 3,711  | 3,710  | [ 3 ] |
| 路線       | 路線     | 2020年 | 2021年 | 2022年 |        |        |        |        |        |        |        |       |
| 京元電鉄線 | 乗車人員 | 2,647  | 2,669  | 2,924  |        |        |        |        |        |        |        |       |
| 京元電鉄線 | 降車人員 | 2,589  | 2,617  | 2,855  |        |        |        |        |        |        |        |       |

## 隣の駅
韓国鉄道公社
 1号線（京元電鉄線）
急行
東豆川駅 (101) - 東豆川中央駅 (103) - 徳亭駅 (105)
緩行
保山駅 (102) - 東豆川中央駅 (103) - 紙杏駅 (104)